# Maria Teresa di Thurn und Taxis
Maria Teresa di Thurn und Taxis (nome completo in tedesco: Maria Theresia, Prinzessin von Thurn und Taxis; Ratisbona, 6 luglio 1794 – Hütteldorf, 18 agosto 1874) fu un membro del Casato di Thurn und Taxis, principessa di Thurn und Taxis per nascita e membro del casato di Esterházy e principessa Esterházy di Galántha dal 25 novembre 1833 al 21 maggio 1866 per il suo matrimonio con il principe Paolo III Antonio Esterházy di Galantha..

## Biografia
Appartenne alla famiglia dei principi Thurn und Taxis, in origine addetta al servizio postale nel Sacro Romano Impero e poi promossa a nobile famiglia dal XVII secolo.
Era la terza figlia del principe Carlo Alessandro di Thurn und Taxis e della moglie, Teresa di Meclemburgo-Strelitz. Nelle sue vene scorreva anche il sangue dei Württemberg essendo suo bisnonno paterno il duca Carlo I Alessandro di Württemberg.
Venne data in sposa al principe Paolo III Antonio Esterházy di Galantha, diplomatico ungherese presso la corte degli Asburgo. Il matrimonio venne celebrato a Ratisbona il 18 giugno 1812. Esterházy era un apprezzato diplomatico, al cui fianco Maria Teresa si fece ammirare dai contemporanei nel contesto del Congresso di Vienna.
Divenne principessa consorte di Galántha nel 1833 alla morte del suocero Nicola II Esterházy di Galantha.
Diede al marito tre figli:
- Maria Teresa (Ratisbona, 27 maggio 1813 – Wessely, 14 maggio 1894), che sposò il conte Federico Chorinsky, barone di Ledske;
- Teresa Rosa (Vienna, 12 luglio 1815 – Vienna, 28 febbraio 1894), che sposò il conte Carlo von Cavriani;
- Nicola III, IX principe Esterházy di Galántha (Ratisbona, 25 giugno 1817 – Vienna, 28 gennaio 1894), che sposò lady Sara Frederica Child-Villiers.

Quest'ultimo, il futuro principe Nicola III, sarebbe riuscito nell'impresa di risanare le disastrate finanze di casa Esterházy.

## Titoli e trattamento
- 6 luglio 1794 – 18 giugno 1812: sua altezza serenissima, principessa Maria Teresa di Thurn und Taxis
- 18 giugno 1812 – 25 novembre 1833: sua altezza serenissima, la principessa ereditaria Esterházy di Galantha, principessa di Thurn und Taxis
- 25 novembre 1833 – 21 maggio 1866: sua altezza serenissima, la principessa Esterházy di Galántha, principessa di Thurn und Taxis
- 21 maggio 1866 – 18 agosto 1874: sua altezza serenissima, la principessa madre Esterházy of Galántha, principessa di Thurn und Taxis

## Ascendenza
|                                                 |                                                 |                                                         | Genitori                                                              |  |  | Nonni |  |  | Bisnonni                                              |  |  | Trisnonni                                         |  |
|                                                 |                                                 |                                                         |                                                                       |  |  |       |  |  | Alessandro Ferdinando III principe di Thurn und Taxis |  |  | Anselmo Francesco, II principe di Thurn und Taxis |  |
|                                                 |                                                 |                                                         |                                                                       |  |  |       |  |  | Alessandro Ferdinando III principe di Thurn und Taxis |  |  | Anselmo Francesco, II principe di Thurn und Taxis |  |
|                                                 |                                                 | Maria Ludovica Anna di Lobkowicz                        |                                                                       |  |  |       |  |  | Alessandro Ferdinando III principe di Thurn und Taxis |  |  |                                                   |  |
| Carlo Anselmo, IV principe di Thurn und Taxis   |                                                 |                                                         |                                                                       |  |  |       |  |  | Alessandro Ferdinando III principe di Thurn und Taxis |  |  |                                                   |  |
|                                                 |                                                 | Margravia Sofia Cristiana Luisa di Brandeburgo-Bayreuth | Margravio Giorgio Federico Carlo di Brandeburgo-Bayreuth              |  |  |       |  |  |                                                       |  |  |                                                   |  |
|                                                 |                                                 | Margravia Sofia Cristiana Luisa di Brandeburgo-Bayreuth | Margravio Giorgio Federico Carlo di Brandeburgo-Bayreuth              |  |  |       |  |  |                                                       |  |  |                                                   |  |
|                                                 |                                                 | Margravia Sofia Cristiana Luisa di Brandeburgo-Bayreuth | Principessa Dorotea di Schleswig-Holstein-Sonderburg-Beck             |  |  |       |  |  |                                                       |  |  |                                                   |  |
| Carlo Alessandro, V principe di Thurn und Taxis |                                                 | Margravia Sofia Cristiana Luisa di Brandeburgo-Bayreuth |                                                                       |  |  |       |  |  |                                                       |  |  |                                                   |  |
|                                                 |                                                 | Duca Carlo I Alessandro di Württemberg                  | Duca Federico Carlo di Württemberg-Winnental                          |  |  |       |  |  |                                                       |  |  |                                                   |  |
|                                                 |                                                 | Duca Carlo I Alessandro di Württemberg                  | Duca Federico Carlo di Württemberg-Winnental                          |  |  |       |  |  |                                                       |  |  |                                                   |  |
|                                                 |                                                 | Duca Carlo I Alessandro di Württemberg                  | Margravia Eleonora Giuliana di Brandeburgo-Ansbach                    |  |  |       |  |  |                                                       |  |  |                                                   |  |
| Duchessa Augusta Elisabetta di Württemberg      |                                                 | Duca Carlo I Alessandro di Württemberg                  |                                                                       |  |  |       |  |  |                                                       |  |  |                                                   |  |
|                                                 |                                                 | Principessa Maria Augusta di Thurn und Taxis            | Anselmo Francesco, II principe di Thurn und Taxis                     |  |  |       |  |  |                                                       |  |  |                                                   |  |
|                                                 |                                                 | Principessa Maria Augusta di Thurn und Taxis            | Anselmo Francesco, II principe di Thurn und Taxis                     |  |  |       |  |  |                                                       |  |  |                                                   |  |
|                                                 |                                                 | Principessa Maria Augusta di Thurn und Taxis            | Maria Ludovica Anna di Lobkowicz                                      |  |  |       |  |  |                                                       |  |  |                                                   |  |
| Principessa Maria Teresa di Thurn und Taxis     |                                                 | Principessa Maria Augusta di Thurn und Taxis            |                                                                       |  |  |       |  |  |                                                       |  |  |                                                   |  |
|                                                 | Carlo Ludovico Federico di Meclemburgo-Strelitz | Adolfo Federico II di Meclemburgo-Strelitz              |                                                                       |  |  |       |  |  |                                                       |  |  |                                                   |  |
|                                                 | Carlo Ludovico Federico di Meclemburgo-Strelitz | Adolfo Federico II di Meclemburgo-Strelitz              |                                                                       |  |  |       |  |  |                                                       |  |  |                                                   |  |
|                                                 | Carlo Ludovico Federico di Meclemburgo-Strelitz | Cristiana Emilia di Schwarzburg-Sonderhausen            |                                                                       |  |  |       |  |  |                                                       |  |  |                                                   |  |
| Carlo II di Meclemburgo-Strelitz                | Carlo Ludovico Federico di Meclemburgo-Strelitz |                                                         |                                                                       |  |  |       |  |  |                                                       |  |  |                                                   |  |
|                                                 |                                                 | Elisabetta Albertina di Sassonia-Hildburghausen         | Ernesto Federico I di Sassonia-Hildburghausen                         |  |  |       |  |  |                                                       |  |  |                                                   |  |
|                                                 |                                                 | Elisabetta Albertina di Sassonia-Hildburghausen         | Ernesto Federico I di Sassonia-Hildburghausen                         |  |  |       |  |  |                                                       |  |  |                                                   |  |
|                                                 |                                                 | Elisabetta Albertina di Sassonia-Hildburghausen         | Sofia Albertina di Erbach-Erbach                                      |  |  |       |  |  |                                                       |  |  |                                                   |  |
| Teresa di Meclemburgo-Strelitz                  |                                                 | Elisabetta Albertina di Sassonia-Hildburghausen         |                                                                       |  |  |       |  |  |                                                       |  |  |                                                   |  |
|                                                 |                                                 | Giorgio Guglielmo d'Assia-Darmstadt                     | Luigi VIII d'Assia-Darmstadt                                          |  |  |       |  |  |                                                       |  |  |                                                   |  |
|                                                 |                                                 | Giorgio Guglielmo d'Assia-Darmstadt                     | Luigi VIII d'Assia-Darmstadt                                          |  |  |       |  |  |                                                       |  |  |                                                   |  |
|                                                 |                                                 | Giorgio Guglielmo d'Assia-Darmstadt                     | Carlotta di Hanau-Lichtenberg                                         |  |  |       |  |  |                                                       |  |  |                                                   |  |
| Federica Carolina Luisa d'Assia-Darmstadt       |                                                 | Giorgio Guglielmo d'Assia-Darmstadt                     |                                                                       |  |  |       |  |  |                                                       |  |  |                                                   |  |
|                                                 |                                                 | Maria Luisa Albertina di Leiningen-Dagsburg-Falkenburg  | Cristiano Carlo Reinardo di Leiningen-Dachsburg-Falkenburg-Heidesheim |  |  |       |  |  |                                                       |  |  |                                                   |  |
|                                                 |                                                 | Maria Luisa Albertina di Leiningen-Dagsburg-Falkenburg  | Cristiano Carlo Reinardo di Leiningen-Dachsburg-Falkenburg-Heidesheim |  |  |       |  |  |                                                       |  |  |                                                   |  |
|                                                 |                                                 | Maria Luisa Albertina di Leiningen-Dagsburg-Falkenburg  | Caterina Polissena di Solms-Rödelheim-Assenheim                       |  |  |       |  |  |                                                       |  |  |                                                   |  |
|                                                 |                                                 | Maria Luisa Albertina di Leiningen-Dagsburg-Falkenburg  |                                                                       |  |  |       |  |  |                                                       |  |  |                                                   |  |